# Pucón Airport
Pucón Airport är en flygplats i Chile.   Den ligger i provinsen Provincia de Cautín och regionen Región de la Araucanía, i den södra delen av landet, 700 km söder om huvudstaden Santiago de Chile. Pucón Airport ligger 263 meter över havet.
Terrängen runt Pucón Airport är huvudsakligen kuperad, men norrut är den bergig. Närmaste större samhälle är Pucón, 3,5 km väster om Pucón Airport.
I omgivningarna runt Pucón Airport växer i huvudsak städsegrön lövskog. Runt Pucón Airport är det glesbefolkat, med 15 invånare per kvadratkilometer.